# Corpo e Alma (1947)
Body and Soul (Brasil/Portugal: Corpo e Alma) é um filme estadunidense de 1947, dos gêneros drama e suspense, dirigido por Robert Rossen, com roteiro de Abraham Polonsky.
É considerado um dos melhores filmes sobre boxe, ao lado de The Set-up (Robert Wise, 1949) e The Harder They Fall (Mark Robson, 1956).

## Prêmios e indicações
| Premiação  | Categoria               | Recipiente                   | Resultado |
| ---------- | ----------------------- | ---------------------------- | --------- |
| Oscar 1948 | Melhor montagem         | Francis Lyon, Robert Parrish | Venceu    |
| Oscar 1948 | Melhor ator             | John Garfield                | Indicado  |
| Oscar 1948 | Melhor roteiro original | Abraham Polonsky             | Indicado  |

## Elenco
- John Garfield .... Charlie Davis
- Lilli Palmer .... Peg Born
- Hazel Brooks .... Alice
- Anne Revere .... Anna Davis
- William Conrad .... Quinn
- Joseph Pevney .... Shorty Polaski
- Lloyd Gough .... Roberts
- Canada Lee .... Ben Chaplin
- Art Smith .... David Davis
- James Burke .... Arnold
- Virginia Gregg .... Irma
- Peter Virgo .... Drummer
- Joe Devlin .... Prince
- Shimen Ruskin .... Shimen

## Sinopse
Charlie Davis é um lutador de boxe de origem humilde que, à medida que vai obtendo sucesso na carreira, vai se envolvendo com promotores de lutas pouco éticos.

## Produção
A atmosfera dramática do filme deve-se em grande parte pela ótima fotografia de James Wong Howe — que, com o uso de patins, conseguiu gravar uma das mais ágeis e longas cenas de pugilismo — e à edição de Francis Lyon e Robert Parrish, vencedores do Oscar.
Tanto o roteirista Polonsky, quanto o diretor Rossen e o ator Garfield seriam mais tarde vítimas do macarthismo.